# بدیع‌الزمان تبریزی
بدیع‌الزّمان تبریزی مشهور به بدیعا از خوشنویان و نستعلیق‌نویسان معروف و از شاعران، ادیبان و حکیمان سده یازدهم هجری و فرزند علیرضا عباسی است. بدیع‌الزمان در خط نستعلیق استاد و دارای فضائل و کمالات علمی بوده است.
بدیع‌الزمان فرزند ارشد علیرضا تبریزی معروف به عبّاسی بود. او خوشنویسی را نزد پدر آموخت و در نگاشتن نستعلیق و نسخ مهارت تمام یافت. وی به تحصیل علوم نیز روی آورد تا جایی که «در علوم حکمیّه استادی ماهر گشت ». بدیع الزمان، ادبیات عرب و زبان ترکی را نیز نزد استادان فن فراگرفت. بدیع‌الزمان به سرودن شعر بسیار علاقه‌مند بود و «بدیعا» تخلص می‌کرد.
بدیع‌الزمان را از جمله مشاهیر خوشنویسان ذکر کرده‌اند. میرزا سنگلاخ خراسانی درباره او می نویسد: «قلم فسخ بر خطوط خطاطان نسخ‌نویس کشیده و خط نسخ‌تعلیقش در میان خوشنویسان مسلّم گردیده» و از او با لقب «نیک نگار» یاد می‌کند  اما در منابع قدیمی‌تر، این لقب برای بدیع‌الزمان دیده نمی‌شود. ظاهراً میرزای سنگلاخ، چنانکه برای بعضی خطاطان دیگر نیز چنین کرده، این لقب را خود به وی داده است.
از جمله آثار بدیع‌الزمان قطعه‌ای رباعی در مدح شاه صفی است که نشان می‌دهد تا سال ۱۰۳۸، تاریخ جلوس شاه صفی، در قید حیات بوده است. بدیع‌الزمان در اصفهان درگذشت و مدفنش را در قبرستان تخت فولاد اصفهان نوشته‌اند.